# Cobi
En Cobi va ser la mascota olímpica dels Jocs Olímpics de Barcelona 1992. Dissenyat pel valencià Xavier Mariscal el 1988, representa un gos d'atura català d'estil cubista. El seu nom prové de les sigles del Comitè Organitzador de les Olimpíades de Barcelona (COOB'92).

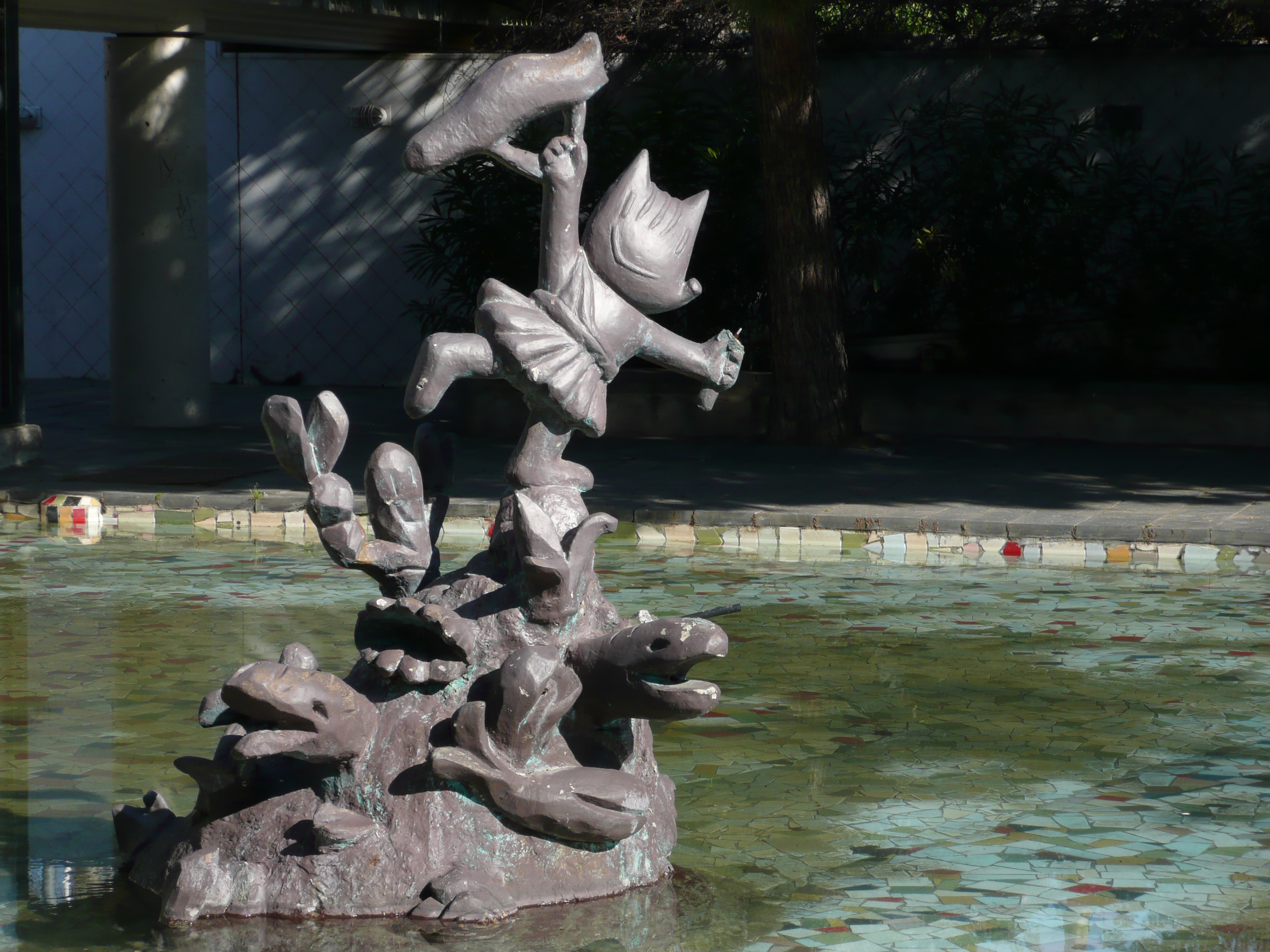
Escultura del Cobi a l'Estany de Cobi, al Parc del Port Olímpic de Barcelona.

## Descripció
Cobi representa un gos d'atura català amb trets humans. Es comporta com una persona i competeix com un atleta, característiques habituals en les mascotes representatives d'uns jocs esportius. Té el dors lleugerament pla respecte al volum frontal i no disposa de cua, sempre camina dret com els homes, té unes potes que són cames i braços, un morro que és boca i unes urpes que són mans i peus. El fidel amic de l'home es mostra alegre, sovint representat amb els braços oberts, simbolitzant l'hospitalitat, amb les orelles aixecades parant atenció i amb una boca somrient i plena de felicitat.

## Història
El Comitè Olímpic Espanyol va convocar un concurs restringit per triar, entre diversos models de mascotes (hi van participar Ferran Amat, Ángel Beaumont, Francesc Capdevila, Xavier Mariscal, Francesc Petit i Pere Torrent) la que representés oficialment Barcelona. El 29 de gener de 1988 es va fer pública la decisió del jurat, que va escollir la proposta de Mariscal, que s'inspirava en el gos d'atura català i el disseny del qual procedia del món del còmic i la il·lustració.

## Impacte
La radical modernitat de Cobi s'evidencia en el fet de no recordar gens les mascotes que l'havien precedit, basades en una estètica pseudowaltdisneyiana. Segurament per això va patir un primer rebuig popular, tot i que la simpàtica panxeta, l'estètica poc combativa i la imatge d'ingenuïtat i de bonhomia que transmet van fer que ben aviat es guanyés adeptes, fins al punt d'esdevenir un dels símbols més representatius de la Barcelona de la fi del segle xx.
No obstant, unes desafortunades declaracions de Mariscal sobre els catalans al diari valencià «Las Provincias» van posar en entredit la tria de la mascota. El mateix autor va comunicar que retiraria el seu disseny si el COOB'92 així ho considerava oportú.

## Marxandatge
La figura de Cobi va ser produïda en tota mena de suports i materials, tots propis del marxandatge d'aquest tipus de productes, orientats bàsicament cap al consum.
Abans i durant els Jocs, Cobi va aparèixer en una varietat d'anuncis dels espònsors olímpics com Coca-Cola, Brother Industries, Estrella Damm i Danone. Fins i tot va tenir la seva pròpia sèrie de televisió, The Cobi Troupe. També va aparèixer en una extensa gamma de records, anomenada Cobiana, que va demostrar ser una lucrativa font d'ingressos. Durant els jocs, un Cobi inflable va estar lligat a la façana marítima de Barcelona. Segons el Comitè Olímpic Internacional, Cobi, juntament amb Misha, va ser un dels èxits més populars i comercials dels Jocs Olímpics.

### Adaptació volumètrica
L'adaptació volumètrica de la peça va comptar amb la col·laboració d'Esteve Agulló i el dissenyador gràfic Josep Maria Trias i Folch, autor també del logotip de Barcelona’92 que Cobi porta al pit. Ambdós eren llavors integrants de l'equip Quod, Disseny i Màrketing, SA, que va portar a terme el projecte de normalització tridimensional de la mascota.
El 1989 l'empresa Pilma Disseny produí Cobi en dues versions: alumini i bronze, i en va fer un tiratge de 10.000 peces. Un any abans d'abandonar-ne la producció el 1992, es va fabricar també de resina sintètica, material que li va proporcionar el color carnós dels humans. La mateixa empresa el va distribuir a Espanya embalat en una consistent capsa de cartó a dues tintes (negre i argent). Com calia esperar amb una figura tan representativa, Cobi va aconseguir un gran impacte social i un enorme èxit comercial i va ser molt venut entre 1989 i 1992.

## Presència a museus
Un exemplar de la figura Cobi adaptada volumètricament -una peça d'alumini, de 15 cm d'alçària i 670 g. de pes- es podia veure a l'exposició permanent del Museu de les Arts Decoratives de Barcelona al Palau Reial de Pedralbes, i es pot veure actualment al Museu del Disseny de Barcelona.
El 2012 el Museu Olímpic i de l'Esport Joan Antoni Samaranch (Barcelona) li va dedicar una exposició.

## Curiositats
El Cobi dibuixat per en Mariscal tenia tan sols tres dits a cada mà, però quan va ser modelat en tres dimensions li'n van fer quatre.
La figura inflable del Cobi, que mesurava 1,90 metres d'alçada, va ser presentada en el mes de setembre de 1988, i la persona que hi anava a dins hi podia veure gràcies a un sistema de cables óptics. A més, les galtes podien posar-se vermelles i llançava raigs de llum.
D'entre totes les rèpliques inflables que se'n van fer cal destacar la que en la cerimònia de clausura dels Jocs va sortir volant en un vaixell. En desinflar-se el globus, aquest va caure sobre el mar d'on el va recollir un pescador que el remolcà fins al port d'Arenys de Mar. Posteriorment va ser entregada a Comediants, la companyia que havia realitzat la cerimònia.
El Cobi és la primera mascota olímpica convertida en una versió acadèmica. Amb l'autorització del COI, es va convertir en el símbol del Centre d'Estudis Olímpics i de l'Esport de la Universitat Autònoma de Barcelona.
Per tal de deixar constància de l'any de rehabilitació de les xemeneies del terrat del Palau Güell, tasca que es va dur a terme l'any 1992, les persones responsables del treball, van dibuixar un Cobi amb fragments de rajola a la superfície d'una de les estructures rehabilitades.
L'estiu de 1987 l'alcalde de Castellar de n'Hug va proposar a Pasqual Maragall que la mascota dels futurs Jocs Olímpics de Barcelona fos un gos d'atura pirinenc, coincidint amb el XXVè aniversari del Concurs Internacional de Gossos del Pirineu.